# Список глав государств в 1684 году
| 1683 ← Список глав государств по годам → 1685 |

## Азия
- Бруней — Мухиддин, султан (1673—1690)
- Бутан — Гьялце Тензин Рабджи, друк дези (1680—1694)
- Бухарское ханство — Субханкули, хан (1681—1702)
- Великих Моголов империя — Аурангзеб (Аламгир I), падишах (1658—1707)
- Грузинское царство — 
  -  Гурийское княжество — 
    - Георгий IV Гуриели, князь (1669—1684)
    - Малакия Гуриели, князь (1684—1685, 1689)

  -  Имеретинское царство — Александр IV, царь (1683—1690, 1691—1695)
  -  Кахетинское царство — под управлением наместника иранского шахиншаха  (1676—1703)
  -  Картлийское царство — Георгий XI, царь (1676—1688, 1692—1695, 1703—1709)
  -  Мегрельское княжество — Леван IV Дадиани, князь (1680—1691)
- Дайвьет — Ле Хи-тонг, император (1675—1705)
- Джунгарское ханство  — Галдан Бошогту, хан (1671—1697)
- Индия —
  - Амбер (Джайпур) — Рам Сингх I, раджа (1667—1688)
  - Араккал[англ.] — Мухаммад Али III, али раджа[англ.] (1656—1691)
  - Ахом — Супаатфаа, махараджа[англ.] (1681—1696)
  - Барвани — Джодж Сингх, рана (1675—1700)
  - Биджапурский султанат — Сикандар Али Шах, султан (1672—1686)
  - Биканер — Ануп Сингх, махараджа[англ.] (1669—1698)
  - Биласпур (Калур) — Бхим Чанд, раджа (1665—1692)
  - Бунди — Анирудх Сингх, раджа (1682—1696)
  - Бхавнагар — Ратанджи II Акхераджи, раджа (1660—1703)
  - Ванканер — Раи Чандрасингхжи I Раисинхжи, раджа (1679—1721)
  - Голконда — Абул Хасан Кутб-шах, султан[англ.] (1672—1687)
  - Гондал — Саграмжи I Кумбходжи, тхакур сахиб (1679—1714)
  - Гулер[англ.] — Радж Сингх, раджа[англ.] (1675—1695)
  - Даспалла[англ.] — Чакрадхар Део Бханж, раджа[англ.] (1653—1701)
  - Датия — Далпат Сингх, раджа (1683—1706)
  - Джайнтия[англ.] — Лакшми Нарайян, раджа[англ.] (1678—1694)
  - Джанжира — Касим Якут Хан II, вазир (1676—1709)
  - Джайсалмер — Амар Сингх, махараджа (1661—1702)
  - Джалавад (Дрангадхра) — Джанвантсинхжи Гажсинхжи, сахиб (1672—1717)
  - Дженкантал[англ.] — Нру Сингх, раджа[кат.] (1682—1708)
  - Джхабуа — Кушал Сингх, раджа (1677—1723)
  - Дунгарпур — Джашван Сингх I, раджа (1661—1691)
  - Кач — Райядхан II, раджа (1665—1698)
  - Келади[англ.] — Келади Ченнамма, королева[англ.] (1672—1697)
  - Кишангарх — Ман Сингх, махараджа (1658—1706)
  - Кодагу (Коорг)[англ.] — Мудду Райя I, раджа[англ.] (1633—1687)
  - Кочин — Веера Керала Варма V, махараджа (1663—1687)
  - Куч-Бихар — Махендра Нарайян, раджа (1682—1693)
  - Ладакх — 
    - Делдан Намгьял, раджа[англ.] (1642—1694)
    - Делек Намгьял, раджа[англ.] (1680—1691)

  - Лунавада[англ.] — Бир Сингх, рана[англ.] (1674—1711)
  - Мадурай — Рангакришна Муту Вираппа Найяка, раджа (1682—1689)
  - Майсур — Чикка Девараджа, махараджа (1673—1704)
  - Малеркотла — Шер Мухаммад Хан Бахадур, наваб (1672—1712)
  - Манди — 
    - Гаур Сен, раджа (1679—1684)
    - Сидхи Сен, раджа (1684—1727)

  - Манипур — Пэйкхомба, раджа[англ.] (1666—1697)
  - Маратхская империя — Самбхаджи, чхатрапати (император) (1680—1689)
  - Марвар (Джодхпур) — Аджит Сингх, раджа (1679—1724)
  - Мевар (Удайпур) — Джай Сингх, махарана (1680—1698)
  - Мудхол — Малоджи, раджа (1662—1700)
  - Наванагар — Тамачи Раисинхджи, джам (1673—1690)
  - Нарсингхгарх — Парас Рамжи, раджа (1681—1695)
  - Орчха — 
    - Ясвант Сингх, раджа (1675—1684)
    - Бхагват Сингх, раджа (1684—1689)

  - Пратабгарх — Пратап Сингх, махарават (1673—1708)
  - Раджгарх — Мохан Сингх, рават (1661—1714)
  - Ратлам — 
    - Шив Сингх, махараджа (1682—1684)
    - Кешав Дас, махараджа (1684—1695)

  - Рева — Бхао Сингх, раджа (1660—1690)
  - Савантвади — Кхем Савант Бхонсле II, раджа (1675—1709)
  - Самбалпур[англ.] — Део Сингх, раджа[англ.] (1670—1690)
  - Сирмур — 
    - Будх Пракаш, махараджа (1664—1684)
    - Мат Пракаш, махараджа (1684—1704)

  - Сирохи — Баири Сал I, раджа (1676—1697)
  - Сонепур — Радж Сингх Део, раджа (1673—1709)
  - Сукет — Джит Сен, раджа (1663—1721)
  - Танджавур — 
    - Экоджи I, раджа (1675—1684)
    - Шахуджи I, раджа (1684—1712)

  - Хилчипур[англ.] — Ануп Сингх, деван[англ.] (1679—1715)
  - Чамба — Чатар Сингх, раджа (1664—1690)
  - Читрадурга[англ.] — Чикканна Найяка, найяк[англ.] (1676—1686)
  - Читрал — Сангин Али II, мехтар (1655—1691)
  - Шахпура — Даулат Сингх, махараджа (1670—1685)
- Индонезия —
  - Аче — Рату Закьятуддин Инаят Шах, султан (1678—1688)
  - Бантам — Абу ан-Наср Албулкахар, султан (1683—1687)
  - Бачан — Алауддин II, султан[англ.] (1660—1706)
  - Дели — Перунггит, туанку (1669—1698)
  - Матарам — Амангкурат II, султан (1677—1703)
  - Сулу — междуцарствие (1680—1685)
  - Тернате — Сибори, султан (1675—1689)
  - Тидоре — Саифуддин, султан[англ.] (1657—1689)
- Иран (Сефевиды) — Сулейман I (Сефи II), шахиншах (1666—1694)
- Йемен — 
  - Вахиди — Хади I, султан (ок. 1670—1706)
  - Катири — Джафар ибн Абдалла аль-Катир, султан (1670—1690)
  - Нижняя Яфа — Афиф, султан (1681—1700)
  - Фадли — Фадл I бин Усман, султан (ок. 1670—ок. 1700)
- Казахское ханство — Тауке, хан (1680—1715)
- Камбоджа — Четта IV , король[англ.] (1675—1695, 1696—1700, 1701—1702, 1705—1706)
- Канди — Райясинха II, царь[англ.] (1635—1687)
- Китай (Империя Цин)  — Канси (Сюанье), император[англ.] (1661—1722)
- Лансанг  — Суринья Вонса, король (1638—1694)
- Малайзия — 
  - Джохор — Ибрагим Шах, Султан[англ.] (1677—1685)
  - Кедах — Дзиаддин Мукаррам Шах I, султан[англ.] (1662—1688)
  - Келантан — Омар ибн аль-Мархум, раджа[англ.] (1676—1721)
  - Паттани — Эмас Келантан, королева (1670—1698)
  - Перак — Махмуд Искандар Шах, султан (1653—1720)
- Мальдивы — Ибрагим Искандар I, султан (1648—1687)
- Могулистан — Мухаммад Амин, хан (в Восточном Могулистане)  (1682—1692)
- Могулия (Яркендское ханство) — Мухаммад Амин, хан  (1682—1692)
- Мьянма — 
  - Локсок (Ятсок)[англ.] — Паи Нкам, саофа[англ.] (1680—1707)
  - Могаун[англ.] — Суи Киек, саофа[англ.]  (1673—1729)
  - Аракан (Мьяу-У) — Тири Тюрия, царь[англ.] (1674—1685)
  - Таунгу — Минье Кодин, царь[англ.]  (1673—1698)
- Непал (династия Малла) —
  - Бхактапур — Джитамитра Малла, раджа[англ.] (1673—1696)
  - Катманду (Кантипур) — Партивендра Малла, раджа[англ.] (1680—1687)
  - Лалитпур — Шриниваса Малла, раджа[англ.] (1661—1685)
- Оман — Сайф I ибн Султан, имам (1679—1711)
- Османская империя — Мехмед IV Охотник, султан (1648—1687)
- Пакистан — 
  - Калат — Мир Ахмад I, хан (1666—1695)
- Рюкю — Сё Тэй, ван (1669—1709)
- Сикким — Тэнсунг Намгьял, чогьял (1670—1700)
- Таиланд — 
  - Аютия — Нарай Великий (Раматхибоди III), король (1656—1688)
  - Ланнатай — Че Путараи, король[англ.] (1675—1707)
- Тибет — междуцарствие (1682—1697)
  - Хошутское ханство — Гончиг Далай, хан (1668—1696)
- Филиппины — 
  - Магинданао — Абд ал-Рахман, султан (1678—1699)
- Хивинское ханство (Хорезм) — Ануша-хан, хан (1663—1686)
- Чосон  — Сукчон, ван (1674—1720)
- Япония — 
  - Рэйген (Сатохито), император (1663—1687)
  - Токугава Цунаёси, сёгун (1680—1709)

## Америка
- Новая Испания — Томас Антонио де ла Серда-и-Арагон, вице-король (1680—1686)
- Перу — Мельчор де Наварра-и-Рокафуль, вице-король (1681—1689)

## Африка
- Багирми — Абдул Кадир I, султан (1680—1707)
- Бамбара (империя Сегу) — Данфассари, битон (1672—1697)
- Бамум — Куту, мфон (султан)[англ.] (1672—1757)
- Бени-Аббас[англ.] — Бузид Мокрани, султан[фр.] (1680—1735)
- Бенинское царство — 
  - Акенкпаэ, оба[англ.] (1675—1684)
  - Акенкгбедо, оба[англ.] (1684—1689)
- Борну — Идрис IV, маи[нем.] (1677—1696)
- Буганда — Жуюко, кабака (ок. 1680 — ок. 1690)
- Бурунди — Нтаре III, мвами (король) (1680—1709)
- Ваало[англ.] — Наатаго Арам Бакар, король (1674—1708)
- Варсангали[англ.] — Нале, султан[кат.] (1675—1705)
- Вогодого — Уарга, нааба (ок. 1660 — ок. 1690)
- Гаро (Боша) — Човака, тато[англ.] (ок. 1660 — ок. 1690)
- Дагомея — Хуэгбаджа, ахосу (ок. 1645 — ок. 1685)
- Дарфур — Ахмад Бакр ибн Муса, султан (1682—1722)
- Денкира[англ.] — Боа Ампонсем I, денкирахене[англ.] (1637—1695)
- Джолоф — Бакар Пенда, буур-ба[англ.] (1670—1711)
- Имерина — Андриамасинавалона, король[англ.] (1675—1710)
- Кайор — 
  - Фали, дамель (1683—1684)
  - Хуреда Кумба Диодио, дамель (1684—1691)
- Кано[англ.] — Дади, султан[англ.] (1670—1703)
- Каффа — Галли Гинотшо, царь (ок. 1675 — ок. 1710)
- Койя — Наимбанна I, обаи (1680—1720)
- Конго — Гарсиа III, маниконго[англ.] (1678—1685)
- Лунда — Яав II а Навеж, муата ямво (ок. 1660— ок. 1690)
- Марокко — Мулай Исмаил ибн Шериф, султан (1672—1727)
- Массина — Гурори I, ардо (1675—1696)
- Матамба и Ндонго[англ.] — Вероника I, королева[англ.] (1681—1721)
- Мутапа — Камхарапасу Мукомбве, мвенемутапа[англ.] (1663—1692)
- Нри[англ.] — Апиа, эзе[англ.] (1677—1700)
- Руанда — Килима II Ружугира, мвами (1675—1708)
- Салум — Амакоду Ндиайе, маад (1654—1689)
- Свазиленд (Эватини) — междуцарствие (1680—1685)
- Сеннар — Унса II, мек (1681—1692)
- Твифо-Хеман (Акваму)[англ.] — Анса Сасраку II, аквамухене (1674—1689)
- Трарза — 
  - Адди ульд Ахмед, эмир (ок. 1640—1684)
  - Сиед ульд Адди, эмир (1684)
  - Амар I Агжель ульд Адди, эмир (1684—1703)
- Харар[англ.] — Абдулла ибн Али, эмир[англ.] (1671—1700)
- Эфиопия — Йясу I (Адьям Сагад), император (1682—1706)

## Европа
- Англия, Шотландия и Ирландия — Карл II, король (1660—1685)
- Андорра —
  - Людовик XIV, король Франции, князь-соправитель (1643—1715)
  - Хоан Десбак Марторель, епископ Урхельский, князь-соправитель (1682—1688)
- Валахия — Щербан I Кантакузин, господарь (1678—1688)
- Венгрия — Леопольд I, король (1657—1705)
- Дания — Кристиан V, король (1670—1699)
- Испания — Карл II, король (1665—1700)
- Италия —
  - Венецианская республика — 
    - Альвизе Контарини, дож (1676—1684)
    - Маркантонио Джустиниани, дож (1684—1688)

  - Гвасталла — под управлением Габсбургов как герцогов Миланских (1678—1692)
  - Генуэзская республика — Франческо Мария Империале-Леркари, дож (1683—1685)
  - Мантуя — Карл Фердинанд Гонзага, герцог (1665—1708)
  - Масса и Каррара — Альберико II, князь (1662—1690)
  - Модена и Реджо — Франческо II д’Эсте, герцог (1662—1694)
  - Пармское герцогство — Рануччо II Фарнезе, герцог (1646—1694)
  - Пьомбино — Джованни Батиста Людовизи, князь (1664—1699)
  - Тосканское герцогство — Козимо III, великий герцог (1670—1723)
- Калмыцкое ханство — Аюка, тайша (1672—1690)
- Крымское ханство — 
  - Хаджи II Герай, хан (1683—1684)
  - Селим I Герай, хан (1671—1678, 1684—1691, 1692—1699, 1702—1704)
- Молдавское княжество — 
  - Стефан Петричейку, господарь (1672—1673, 1673—1674, 1683—1684)
  - Думитрашку Кантакузино, господарь (1673, 1674—1675, 1684—1685)
- Монако — Луи I, князь (1662—1701)
- Нидерланды (Республика Соединённых провинций) — Вильгельм III Оранский, штатгальтер (1672—1702)
- Норвегия — Кристиан V, король (1670—1699)
- Папская область — Иннокентий XI, папа (1676—1689)
- Португалия — Педру II Спокойный, король (1683—1706)
- Речь Посполитая — Ян III Собеский, король Польши и великий князь Литовский (1674—1696)
  -  Курляндия и Семигалия — Фридрих Казимир, герцог (1682—1698)
- Русское царство — 
  - Иван V, царь (1682—1696)
  - Пётр I, царь (1682—1721)
- Священная Римская империя — Леопольд I, император (1658—1705)
  - Австрия — Леопольд VI (император Леопольд I), эрцгерцог (1657—1705)
  - Ангальт —
    - Ангальт-Бернбург — Виктор I Амадей, князь (1656—1718)
    - Ангальт-Дессау — Иоганн Георг II, князь (1660—1693)
    - Ангальт-Дорнбург — Иоганн Людвиг I, князь (1667—1704)
    - Ангальт-Кётен — Эмануэль Лебрехт, князь (1671—1704)
    - Ангальт-Цербст — Карл Вильгельм, князькнязь (1667—1718)
    - Ангальт-Харцгероде[англ.] — Вильгельм Людвиг, князь[англ.] (1670—1709)

  - Ансбах — Иоганн Фридрих, маркграф (1667—1686)
  - Бавария — Максимилиан II, курфюрст (1679—1726)
  - Бавария-Лихтенберг[нем.] — Максимилиан Филипп Иероним, герцог[нем.] (1650—1705)
  - Баден —
    - Баден-Баден — Людвиг Вильгельм, маркграф (1677—1707)
    - Баден-Дурлах — Фридрих VII, маркграф (1677—1709)

  - Байрет (Кульмбах) — Кристиан Эрнст, маркграф (1655—1712)
  - Бранденбург-Пруссия — Фридрих Вильгельм I, курфюрст (1640—1688)
  - Брауншвейг —
    - Брауншвейг-Вольфенбюттель — Рудольф Август, герцог (1666—1704)
      - Брауншвейг-Вольфенбюттель-Беверн — Фердинанд Альбрехт I, герцог (1667—1687)

    - Брауншвейг-Каленберг — Эрнст Август, князь (1679—1692)
    - Брауншвейг-Люнебург — Георг Вильгельм, герцог (1665—1705)

  - Вальдек —
    - Вальдек-Вильдунген — Кристиан Людвиг, граф (1645—1692)
    - Вальдек-Эйзенберг — Георг Фридрих, князь (1682—1692)

  - Восточная Фризия — Кристиан Эберхард, князь (1665—1708)
  - Вюртемберг — Эберхард Людвиг, герцог (1677—1733)
  - Вюртемберг-Виннеталь — Фридрих Карл, герцог (1677—1698)
  - Ганау — 
    - Ганау-Лихтенберг — Иоганн Рейнхард III, граф (1680—1712)
    - Ганау-Мюнценберг — Филипп Рейнхард, граф (1680—1712)

  - Гессен —
    - Гессен-Гомбург — Фридрих II, ландграф (1680—1708)
    - Гессен-Дармштадт — Эрнст Людвиг, ландграф (1678—1739)
    - Гессен-Кассель — Карл, ландграф (1670—1730)
    - Гессен-Ротенбург — Эрнест, ландграф (1658—1693)
    - Гессен-Филипсталь — Филипп, ландграф (1663—1721)

  - Гогенцоллерн-Гехинген — Фридрих Вильгельм, князь (1671—1730)
  - Гогенцоллерн-Зигмаринген — Максимилиан I Гогенцоллерн-Зигмаринген, князь (1681—1689)
  - Гогенцоллерн-Хайгерлох — Франц Антон, граф (1681—1702)
  - Гольштейн-Готторп — Кристиан Альбрехт, герцог (1659—1695)
  - Кёльнское курфюршество — Максимилиан Генрих Баварский, курфюрст (1650—1688)
  - Лихтенштейн — 
    - Карл Эйсебиус, князь (1627—1684)
    - Ханс Адам I, князь (1684—1712)

  - Лотарингия — оккупировано Францией (1670—1697)
  - Майнцское курфюршество — Ансельм Франц фон Ингельхейм, курфюрст (1679—1695)
  - Мекленбург —
    - Мекленбург-Гюстров — Густав Адольф, герцог (1636—1695)
    - Мекленбург-Шверин — Кристиан Людвиг I, герцог (1658—1692)

  - Монбельяр — Георг II, граф (1662—1699)
  - Нассау —
    - Нассау-Вейльбург — Иоганн Эрнст, граф (1675—1688)
    - Нассау-Висбаден-Идштейн[нем.] — Георг Август, граф (1677—1688)
    -  Нассау-Дилленбург[англ.] — Генрих, князь (1662—1701)
    - Нассау-Диц[нем.] — Генрих Казимир II, князь (1664—1696)
    - Нассау-Зиген — Иоганн Франц Дезидератус, князь (1652—1699)
    - Нассау-Отвейлер[нем.] — Иоганн Людвиг, граф[нем.] (1659—1690)
    - Нассау-Саарбрюккен — Людвиг Крато, граф (1677—1713)
    - Нассау-Узинген — Вальрад, граф (1659—1688)
    - Нассау-Хадамар[нем.] — Франц Александр, князь (1679—1711)

  - Пфальц — Карл II, курфюрст (1680—1685)
    - Пфальц-Биркенфельд[англ.] — Кристиан II, пфальцграф[англ.] (1671—1717)
    - Пфальц-Биркенфельд-Гельнхаузен[англ.] — Иоганн Карл, пфальцграф[англ.] (1654—1704)
    - Пфальц-Зульцбах — Кристиан Август, пфальцграф (1632—1708)
    - Пфальц-Клебург — Адольф Иоганн I, пфальцграф (1654—1689)
    - Пфальц-Нойбург — Филипп Вильгельм, пфальцграф (1653—1690)
    - Пфальц-Цвейбрюккен — Карл I (король Швеции Карл XI), пфальцграф (1681—1697)

  - Савойя — Виктор Амадей II, герцог (1675—1720)
  - Саксония — Иоганн Георг III, курфюрст (1680—1691)
    - Саксен-Веймар — 
      - Вильгельм Эрнст, герцог (1683—1728)
      - Иоганн Эрнст III, герцог (1683—1707)

    - Саксен-Вейсенфельс — Иоганн Адольф I, герцог (1680—1697)
      - Саксен-Вейсенфельс-Барби — Генрих, герцог (1680—1728)

    - Саксен-Гильдбурггаузен — Эрнст, герцог (1680—1715)
    - Саксен-Гота-Альтенбург — Фридрих I, герцог (1680—1691)
    - Саксен-Заальфельд — Иоганн Эрнст, герцог (1680—1699)
    - Саксен-Йена — Иоганн Вильгельм, герцог (1678—1690)
    - Саксен-Кобург — Альбрехт, герцог (1680—1699)
    - Саксен-Ратцебург-Лауэнбург — Юлий Франц, герцог (1666—1689)
    - Саксен-Мейнинген — Бернгард I, герцог (1680—1706)
    - Саксен-Мерзебург — Кристиан I, герцог (1656—1691)
    - Саксен-Рёмгильд — Генрих, герцог (1680—1710)
    - Саксен-Цейц — Мориц Вильгельм, герцог (1681—1718)
    - Саксен-Эйзенах — Иоганн Георг I, герцог (1671—1686)
    - Саксен-Эйзенберг — Кристиан, герцог (1680—1707)

  - Трирское курфюршество — Иоганн Гуго фон Орсбек, курфюрст (1676—1711)
  - Чехия — Леопольд I, король (1657—1705)
    - Силезские княжества —
      - Берутувское княжество (герцогство Бернштадт) — Кристиан Ульрих, князь (1672—1697)
      - Олесницкое княжество (герцогство Эльс) — Сильвий II, князь (1664—1697)
      - Доброшицкое княжество (герцогство Юлиусбург) — 
        - Юлий, князь (1672—1684)
        - Карл, князь (1684—1697)

  - Шаумбург-Липпе — Фридрих Кристиан, граф (1681—1728)
  - Шварцбург-Рудольштадт — Альбрехт Антон, граф (1646—1710)
- Трансильвания — Михай I Апафи, князь[англ.] (1661—1690)
- Франция — Людовик XIV, король (1643—1715)
- Швеция — Карл XI, король (1660—1697)

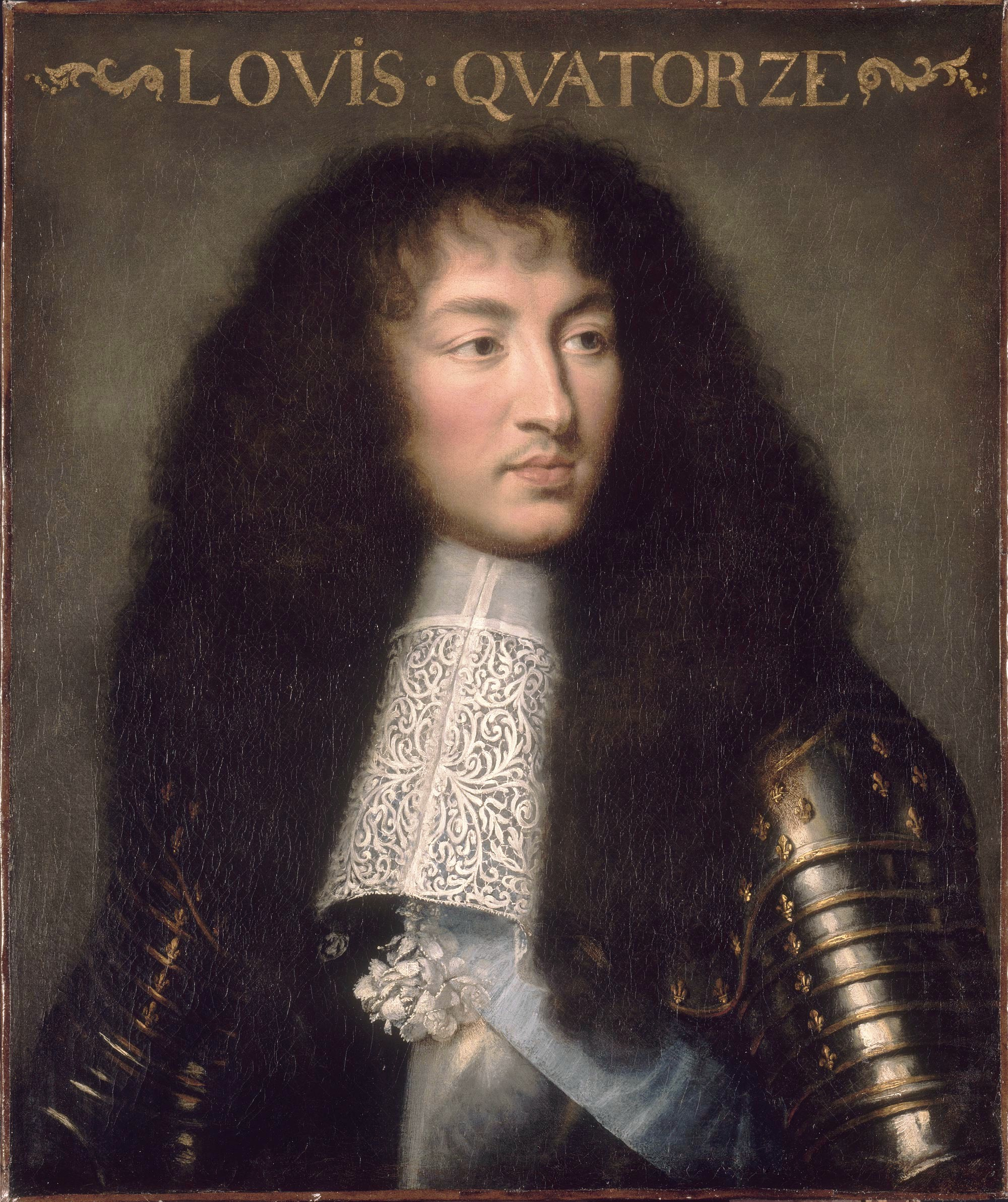
Людовик XIV 1643-1715 Король Франции и Наварры
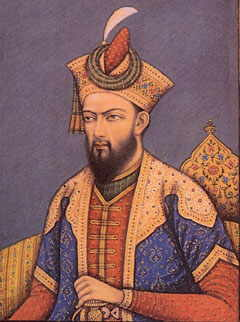
Аурангзеб (Аламгир I) 1658-1707 Падишах империи Великих Моголов
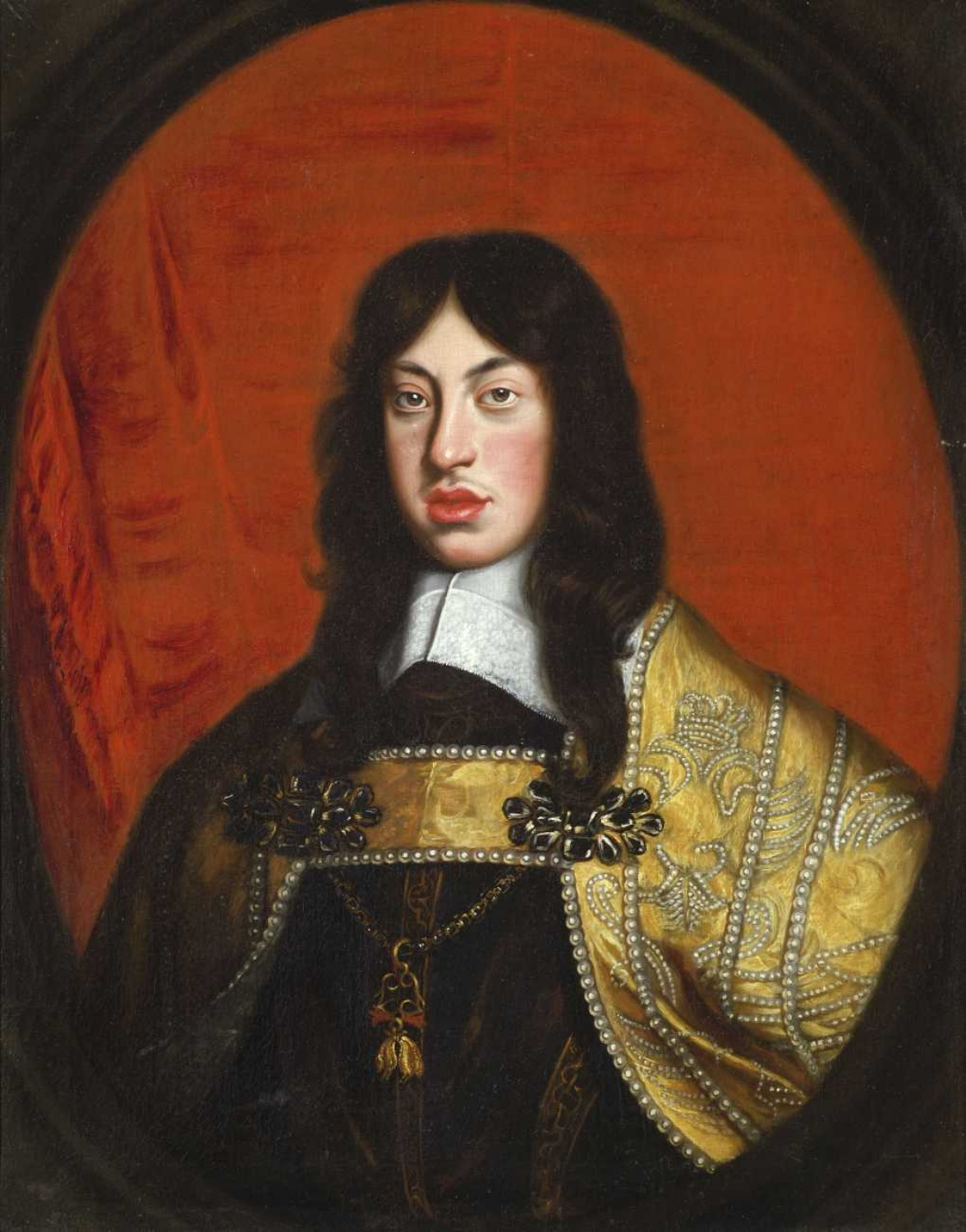
Леопольд I 1658-1705 Император Священной Римской империи, король Венгрии и Чехии
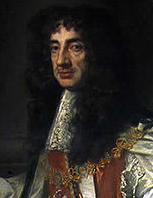
Карл II 1660-1685 Король Англии, Шотландии и Ирландии
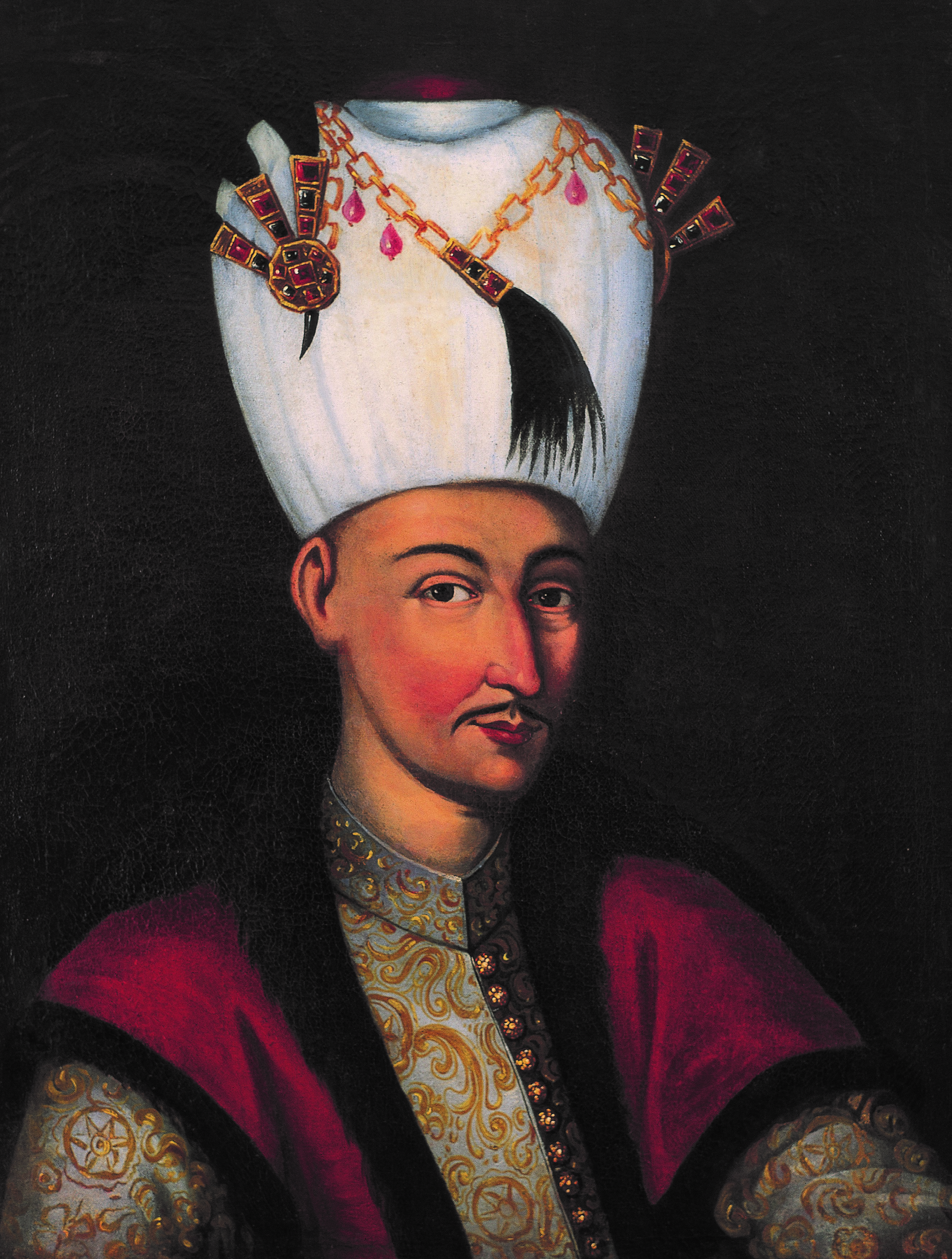
Мехмед IV 1648-1687 Османский султан
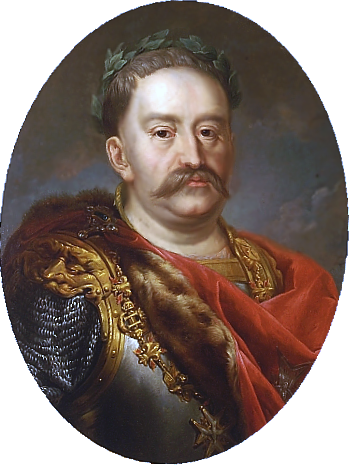
Ян III Собеский 1674-1696 Король Польши и Великий князь Литовский
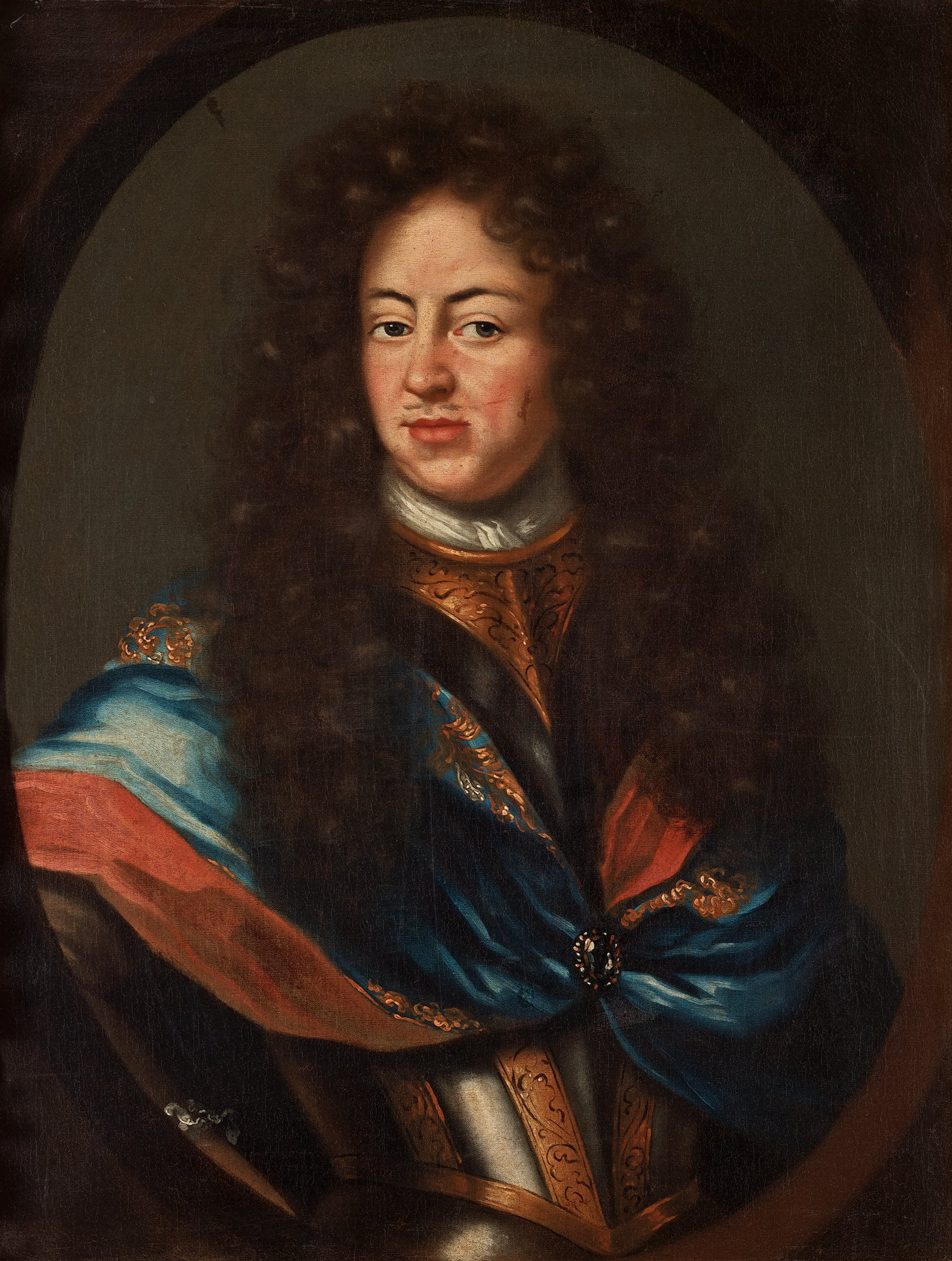
Карл XI 1661-1696 Король Швеции
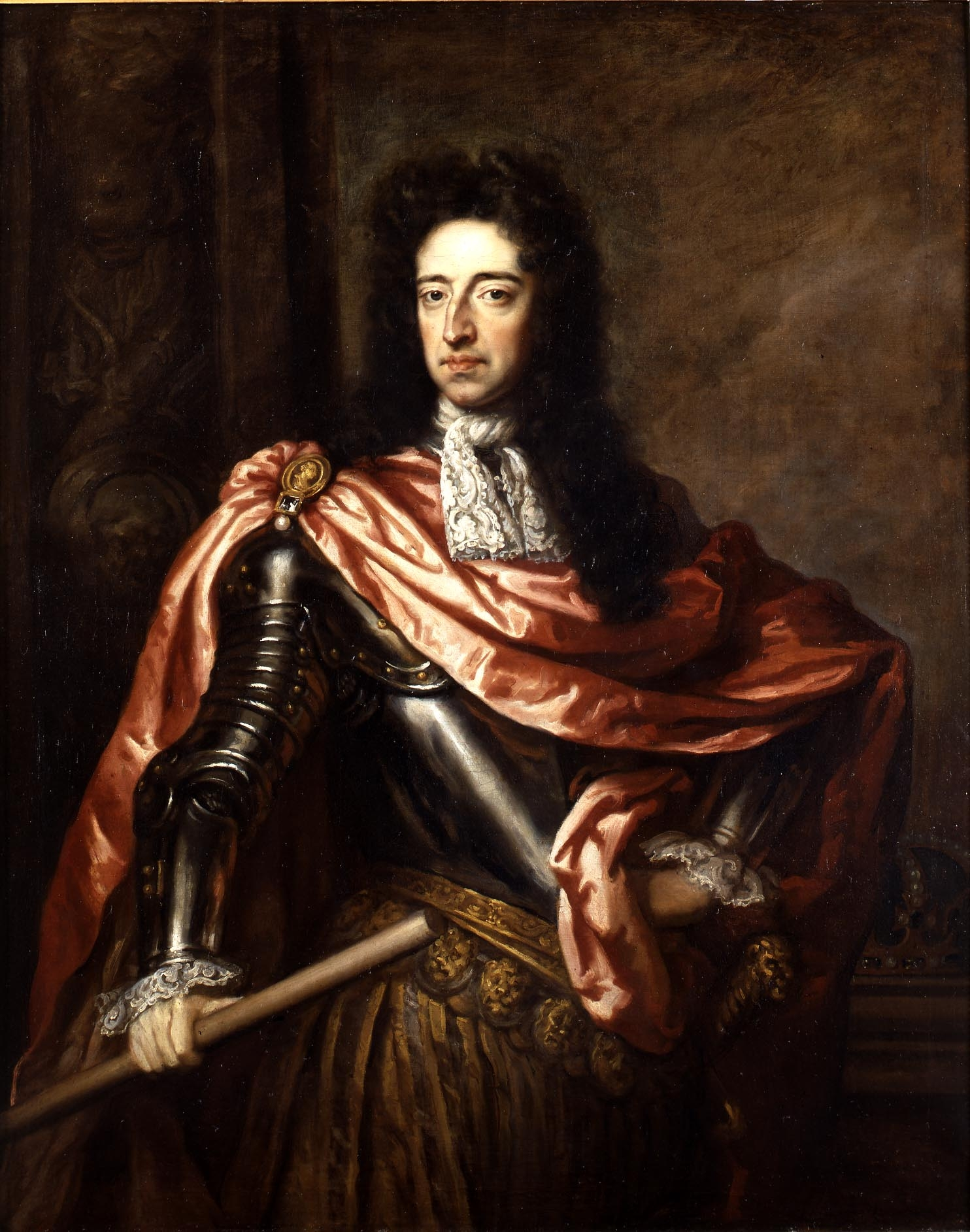
Вильгельм III Оранский 1672-1702 Штатгальтер Нидерландов
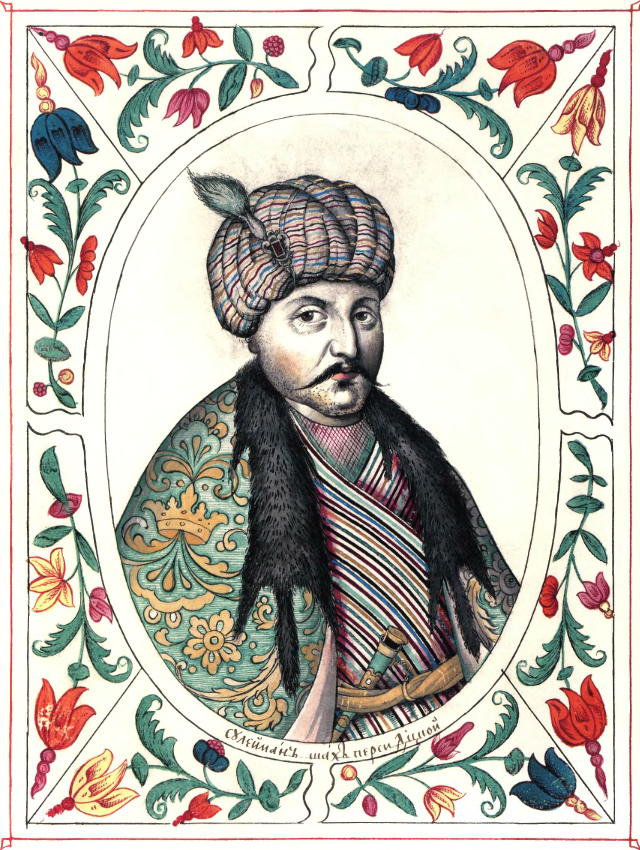
Сулейман I 1666-1694 Шахиншах Ирана
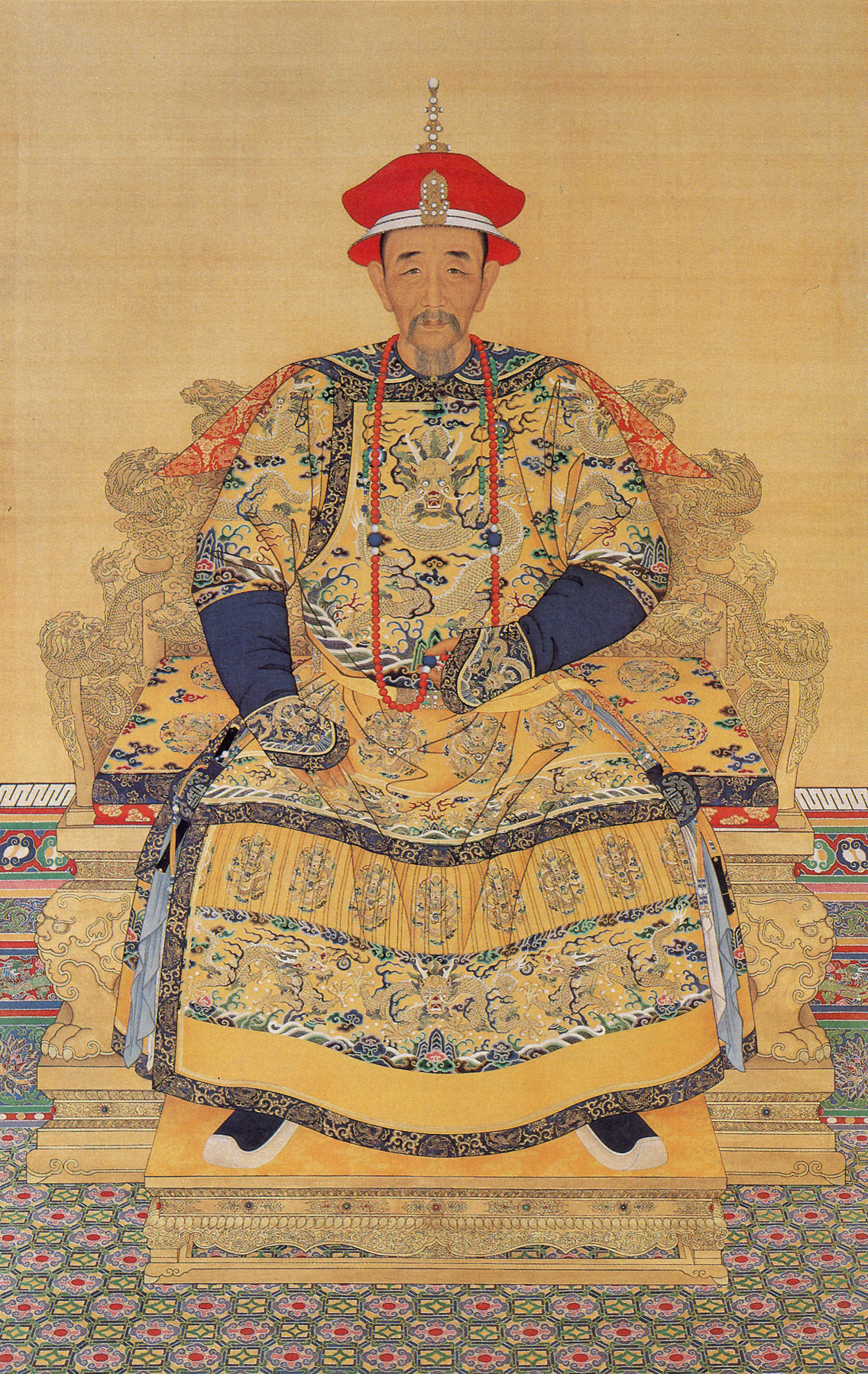
Канси 1661-1722 Император Китая (Цин)
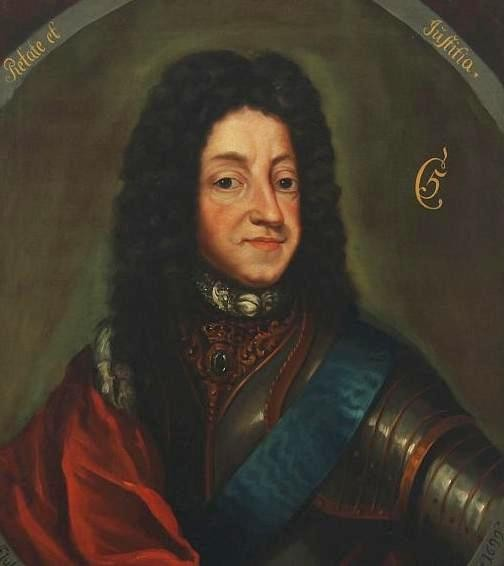
Кристиан V 1670-1699 Король Дании и Норвегии
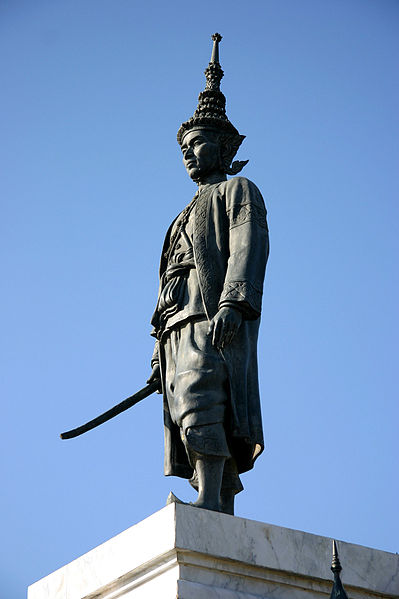
Нарай Великий 1656-1688 Король Аютии (Сиама)
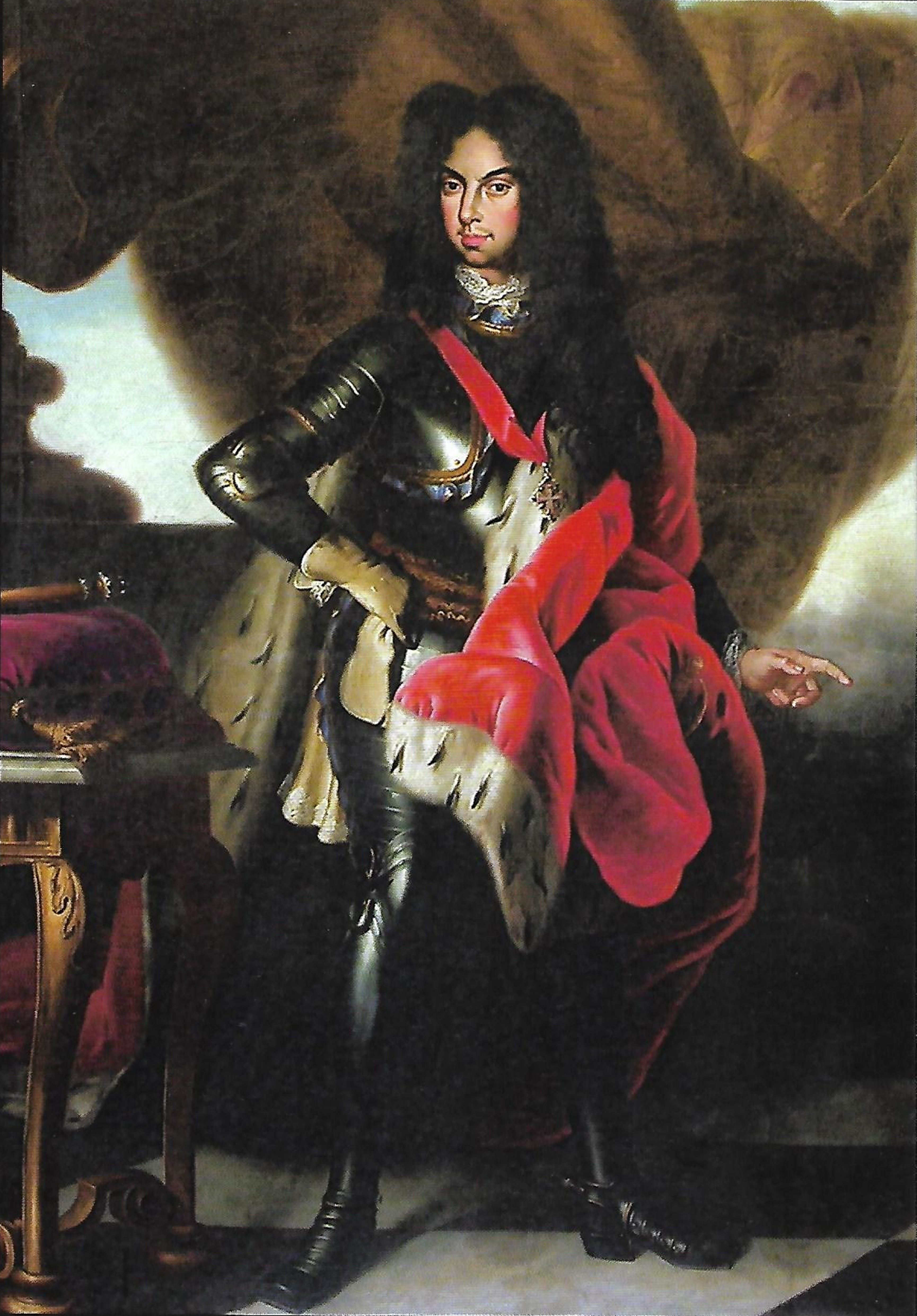
Педру III 1683-1706 Король Португалии
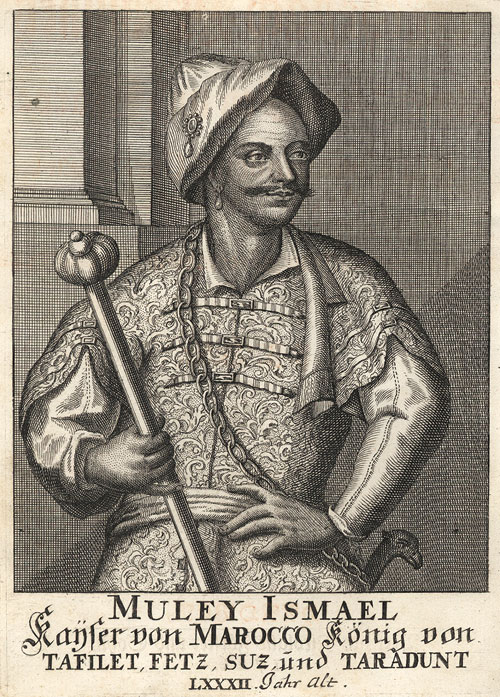
Мулай Исмаил ибн Шериф 1672-1727 Султан Марокко
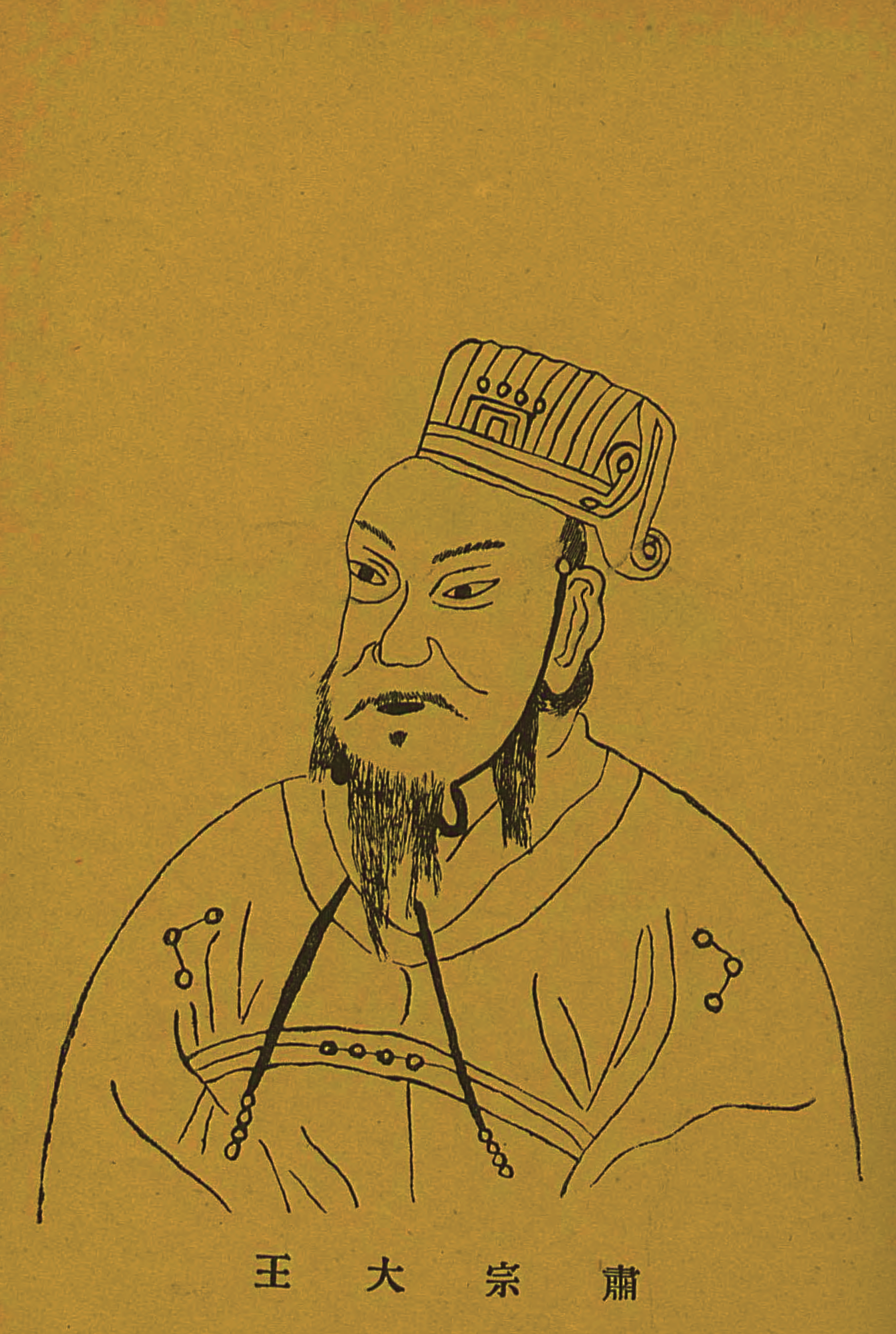
Сукчон 1674-1720 Ван Чосона
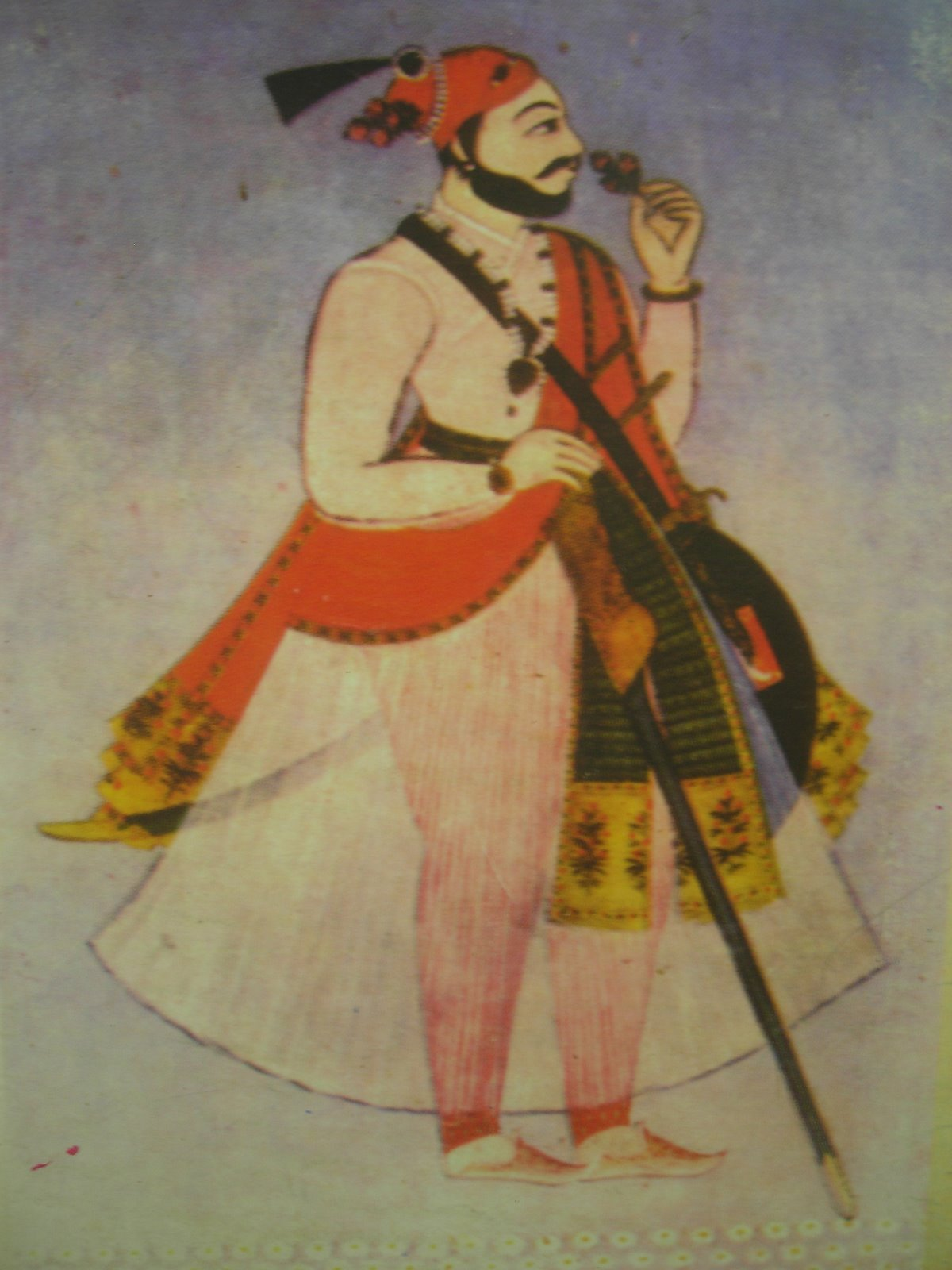
Самбхаджи 1680-1689 Император маратхи
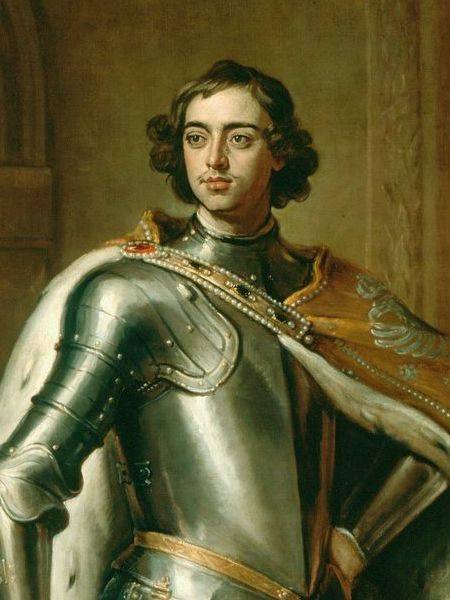
Петр I Алексеевич 1682-1721 Царь всея Руси
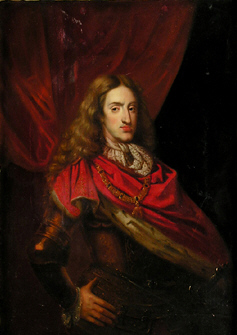
Карл II 1665-1700 Король Испании
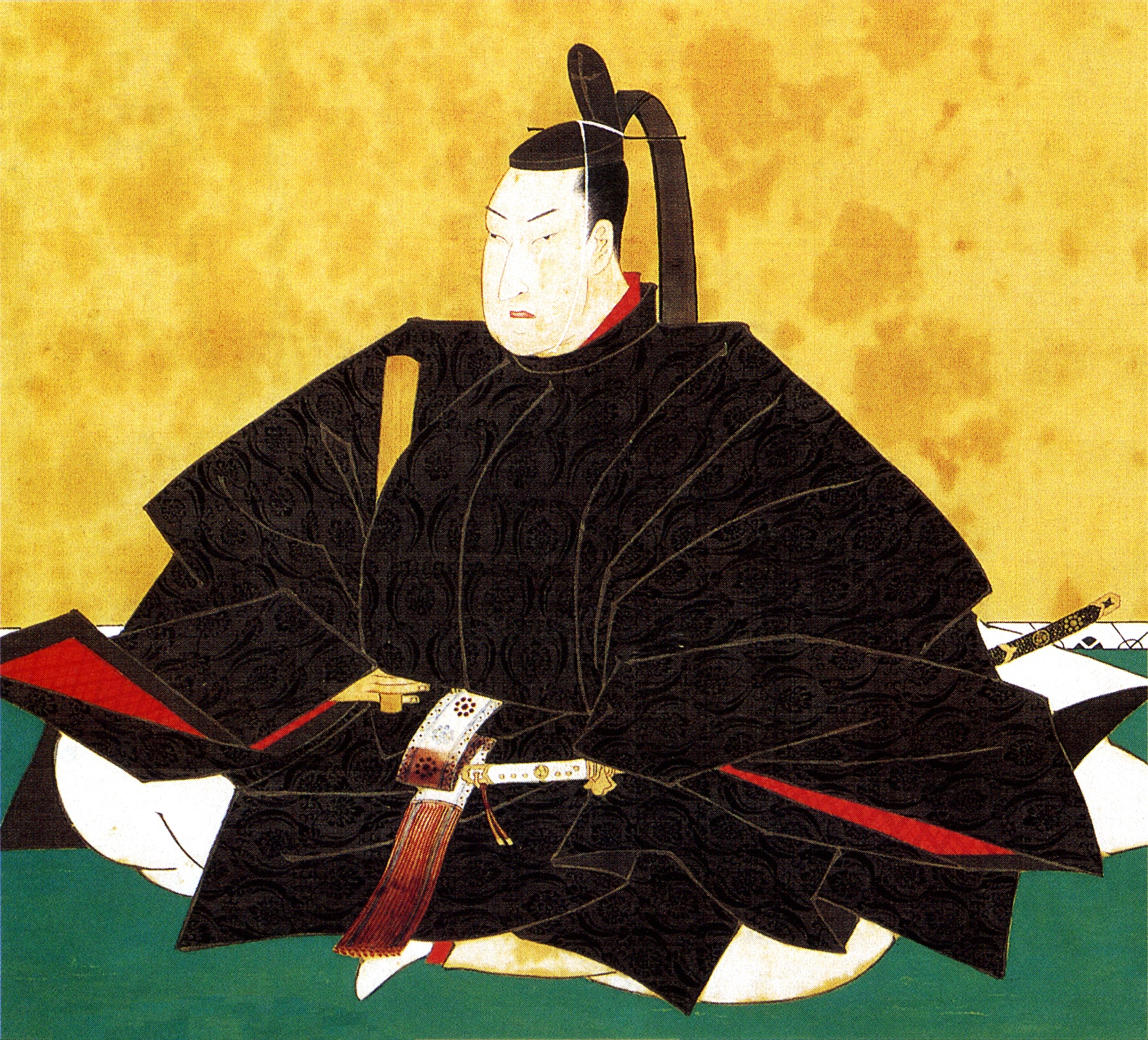
Токугава Цунаёси 1680-1709 Сёгун Японии
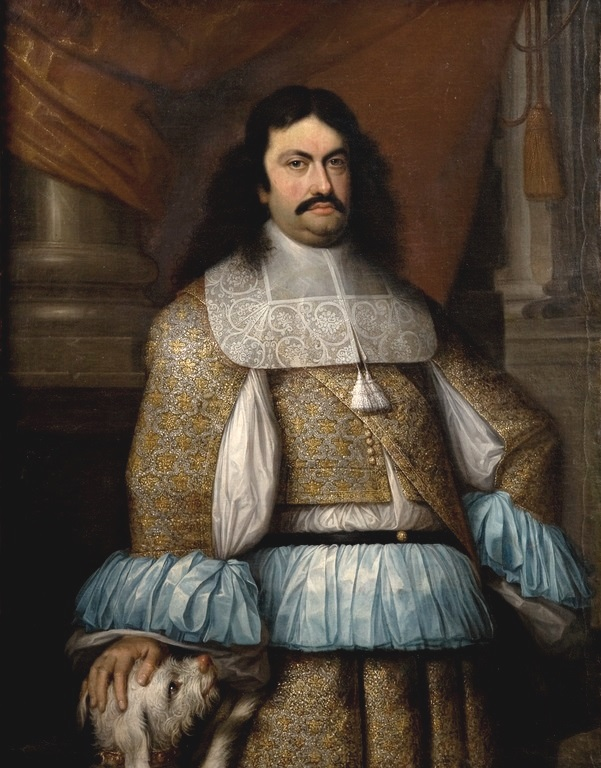
Рануччо II Фарнезе 1646-1694 Герцог Пармский
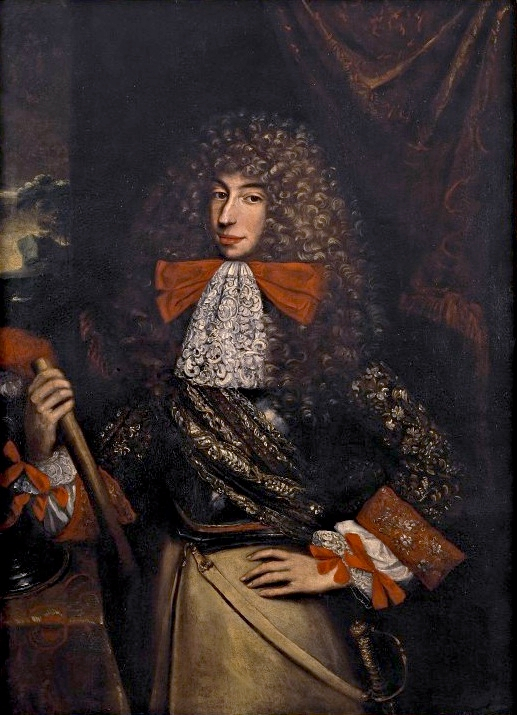
Франческо II д’Эсте 1662-1694 Герцог Модены и Реджо
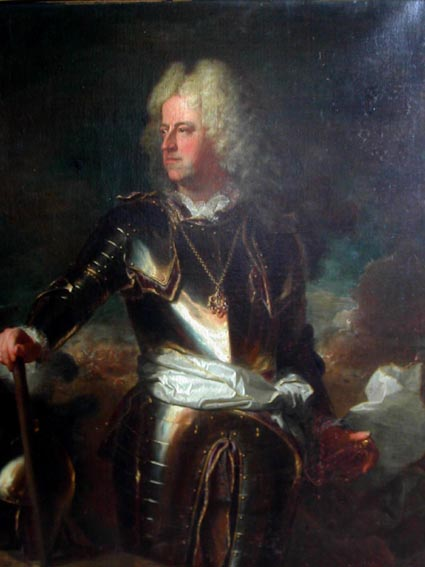
Карл Фердинанд Гонзага 1665-1708 Герцог Мантуи
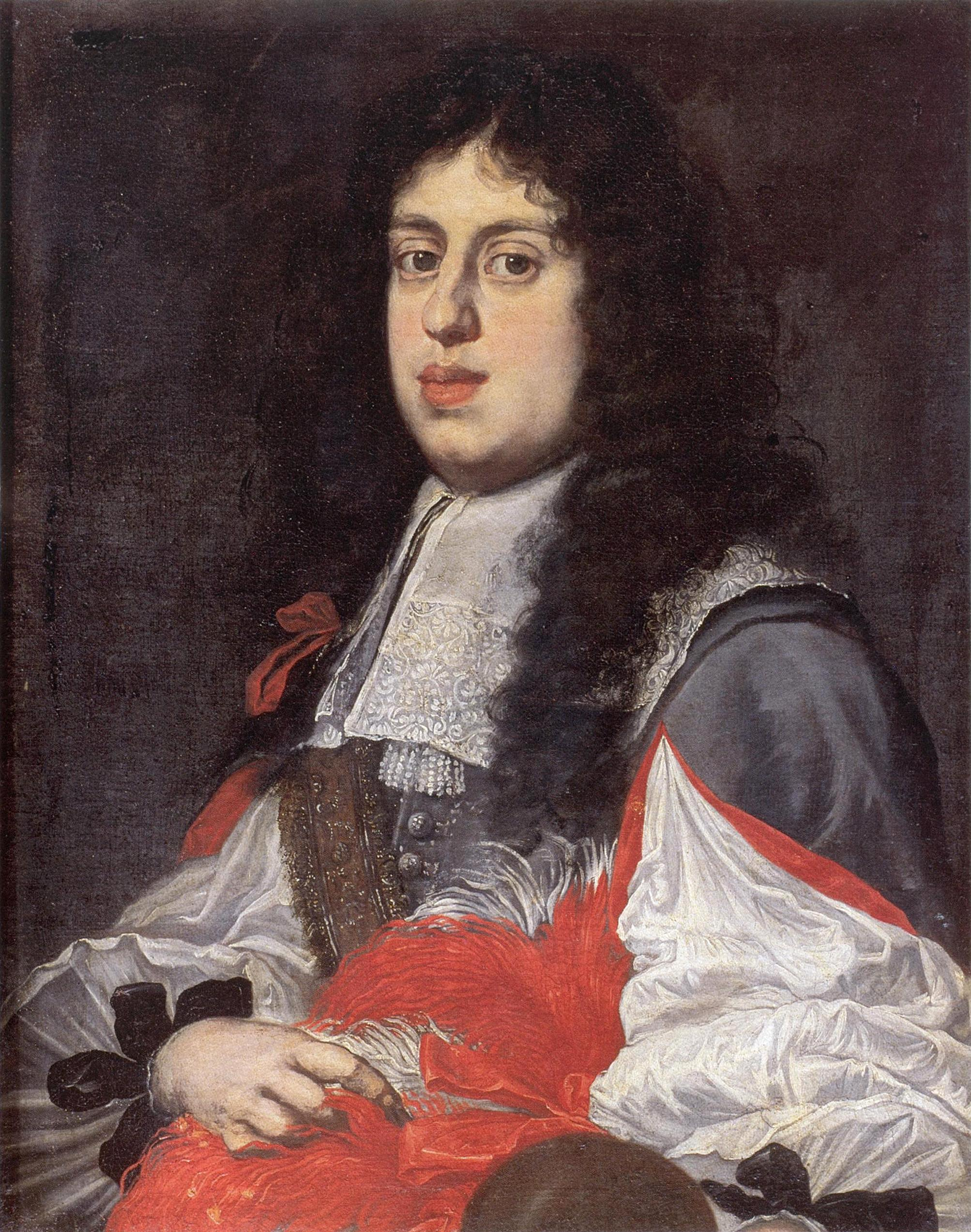
Козимо III Медичи 1670-1723 Великий герцог Тосканский
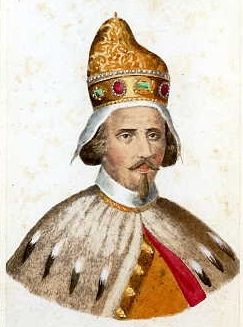
Альвизе Контарини 1676-1684 Дож Венеции
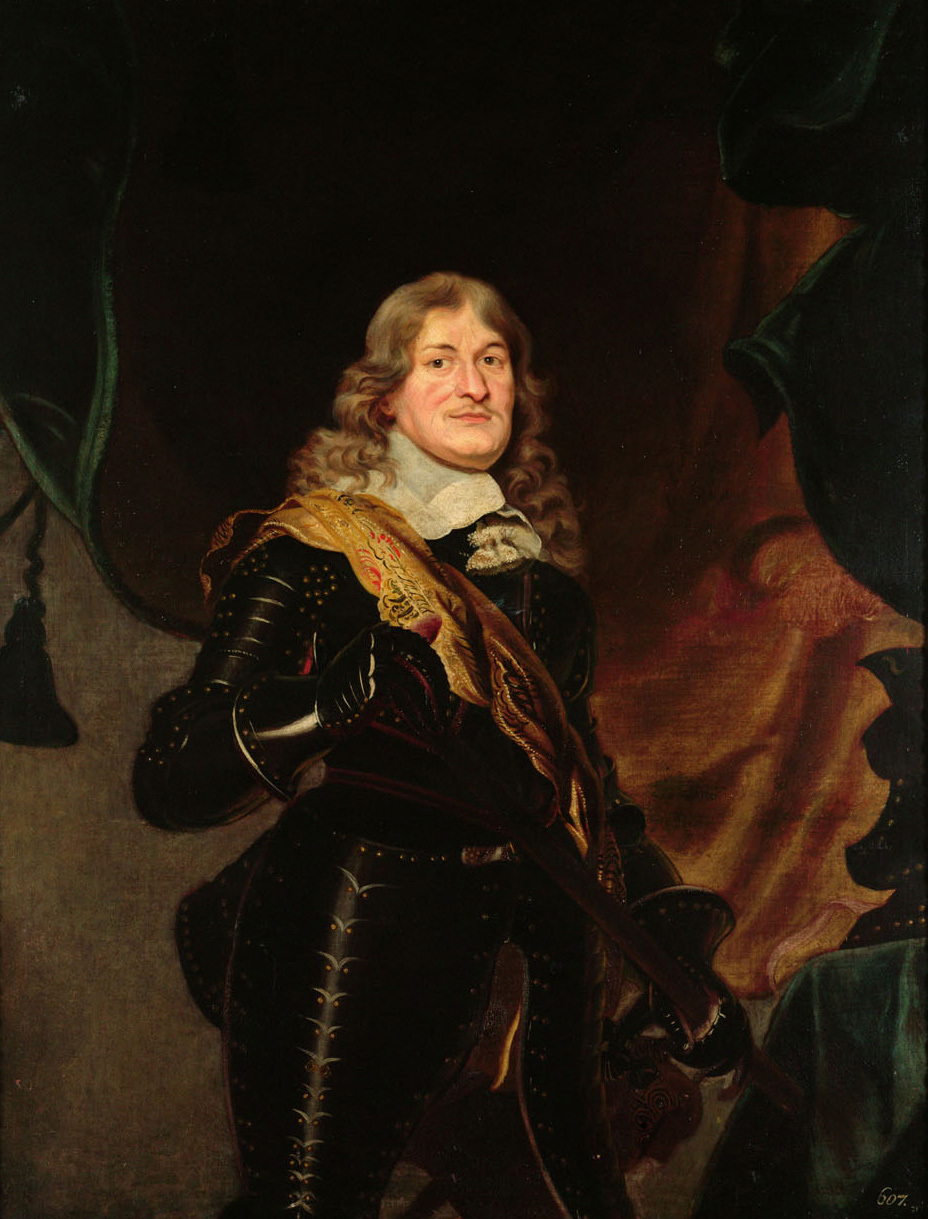
Фридрих Вильгельм I 1640-1688 Курфюрст Бранденбург-Пруссии
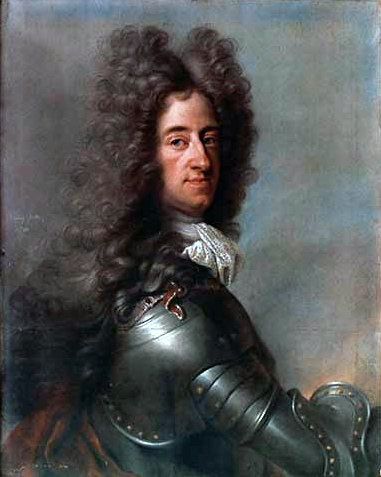
Максимилиан II 1679-1726 Курфюрст Баварии
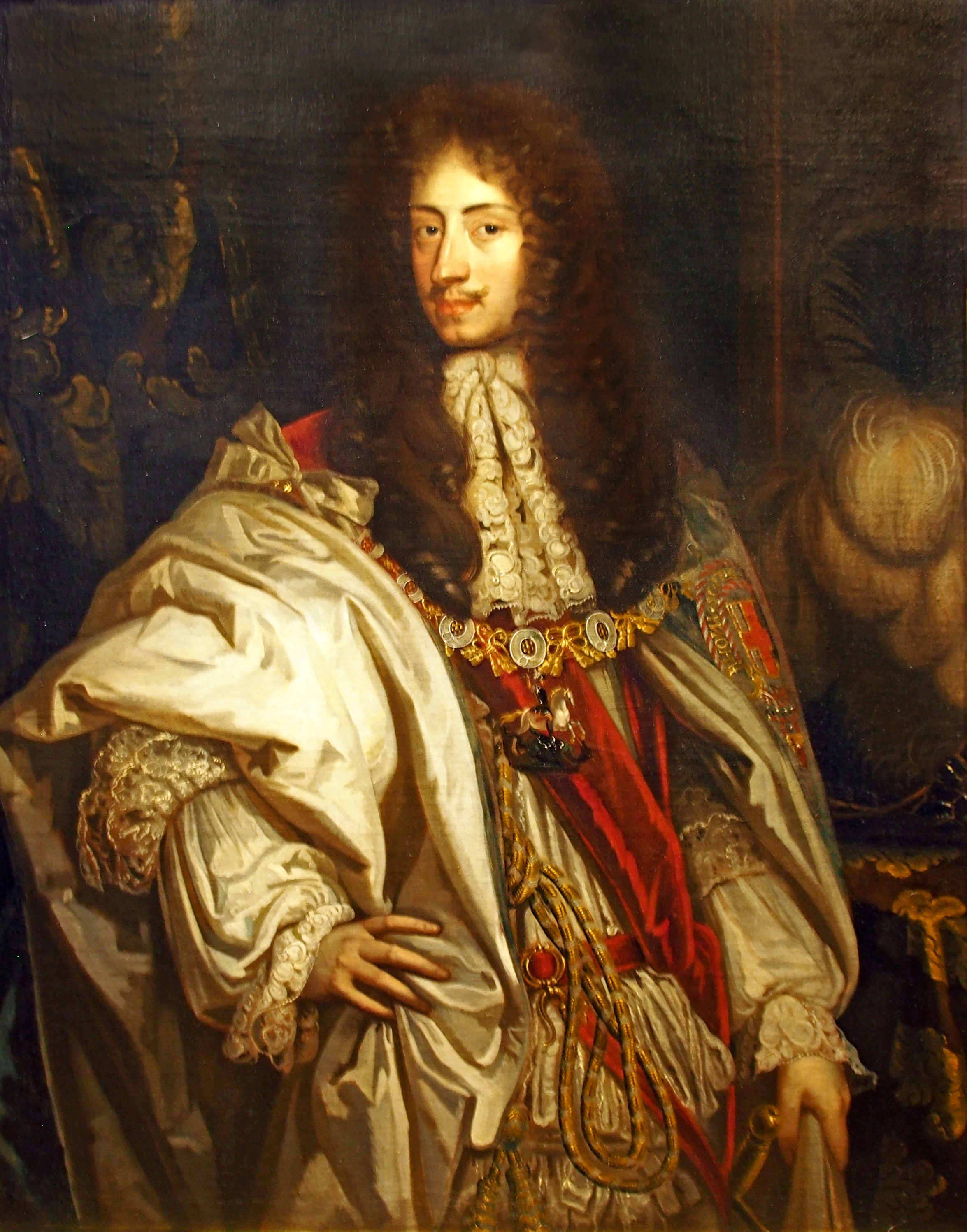
Карл II 1680-1685 Курфюрст Пфальца
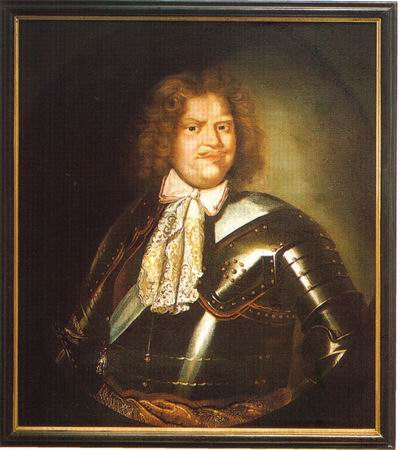
Иоганн Георг III 1680-1691 Курфюрст Саксонии
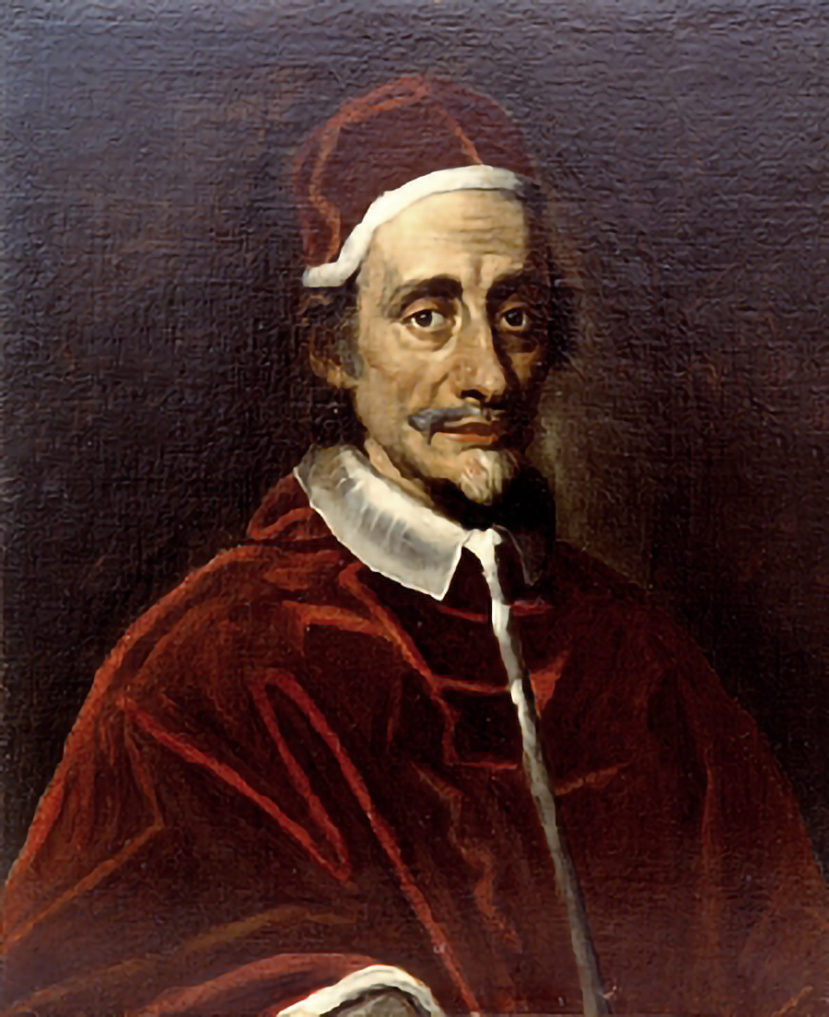
Иннокентий XI 1676-1689 Папа Римский